# 田舎町の春
『田舎町の春』（いなかまちのはる、原題：小城之春）は、1948年の中国映画。
2005年の香港電影金像奨で偉大な中国映画100本の中で1位を得た。日本では国立映画アーカイブなどで上映されている。

## あらすじ
舞台は当時中華民国の江南地域の田舎。日中戦争後の中国で貧しく不幸な家族が住んでいる。病気の男性戴禮言（ダイ・リーヤン）、彼の妻周玉紋（チョウ・ユーウェン）と彼の妹戴秀（ダイ・シウ）と一緒に暮らしている。彼はほとんど家で時間を過ごし、彼の妹は10代で外でたくさん遊んでいる。彼の妻は彼の病気の原因で不幸に暮らしている。戦後の中国で壊れた建物や壁の跡もこの映画で良く見れる。ある日、予想外の訪問者、上海からの医者章志忱（チャン・チーイェン）が家族を訪れる。彼はリーヤンの古い友人で、ユーウェンの昔の恋人。彼が訪れた後家族は幸せになれ、一緒に散歩しボートを乗った。チーイェンは主にシウと深い関係を求めた。ユーウェンも時間とともにチーイェンとの昔の愛を思い出し、ある日チーイェンにリーヤンよりも愛してると告白した。それを聞いたチーイェンは動揺し、上海へ戻ると決意。だが、リーヤンの健康が悪くなり彼が知っている唯一の医者だったことにより、田舎へ残った。ユーウェンがチーイェンの方を愛してると分かってたリーヤンは、ユーウェンがチーイェンに結婚を提案するが、ユーウェンはリーヤンの方に滞在すると決める。ある日、ユーウェン、シウとチーイェンがカードゲームをしてる場合、リーヤンは家族から無視されたと思い、不幸になったリーヤンは睡眠薬を過剰摂取。それを見つけた家族は彼を助け、チーイェンは彼を回復する。その後、チーイェンは上海に戻る。

## リメイク
2002年に『春の惑い』としてリメイクされている。リメイク版では蘇州が舞台となっている。